# فرودگاه سالک
فرودگاه سالک (به انگلیسی: Salak Airport) یک فرودگاه همگانی با کد یاتا MVR است که یک باند فرود آسفالت دارد و طول باند آن ۲۱۰۰ متر است. این فرودگاه در کشور کامرون قرار دارد و در ارتفاع ۴۲۴ متری از سطح دریا واقع شده است.